# Kásád
Kásád  (korábban Kassád, horvátul: Каšad) község Baranya vármegyében, a Siklósi járásban. Magyarország második legdélebben fekvő települése, Beremend után.

## Fekvése
A Villányi-hegységtől délre, Beremendtől 3 kilométerre nyugatra, a magyar-horvát határ közvetlen közelében található, központját az utóbbitól kevesebb, mint 2 kilométer választja el.
A határ magyar oldalán csak három települési szomszédja van: észak felől Siklósnagyfalu, kelet felől a már említett Beremend, nyugat felől pedig Old. Az államhatár túloldalán a legközelebbi település a közigazgatásilag Baranyaszentistvánhoz (Petlovac) tartozó Torjánc (Torjanci).
A hajdan mocsaras térségben több patak és halastó is megtalálható volt, magát a falut is vizek zárták körül és ez településszerkezetében mind a mai napig meglátszik.

### Megközelítése
A község ma zsáktelepülésnek számít, közúton csak az 5708-as útból nyugatnak kiágazó 57 121-es számú mellékúton érhető el, Beremend központja felől. Siklósnagyfaluval és a határon túli szomszédaival nincs közvetlen közúti kapcsolata, Olddal pedig csak mezőgazdasági utak kötik össze.

## Nevének eredete
Kásád neve a „kosa” képzős személynévből vagy a kása szláv jövevényszóból származik.

## Története
Első írásos említése Kassat, majd Asady 1294-ből ismert.
Lakóinak többsége, az ún. Dráva menti sokácok, a 18. század elején költöztek Bosznia felől e területre, de az oszmán uralom alatt a Zrínyiekhez tartozó birtokon már élt néhány sokác család.
A sokácok betelepítése Kásádra szervezett formában történt. Az első betelepülők, egy 1711-es összeírás szerint a következők voltak: Marianus Kovácsovics, Josephus Kovácsovics, Matheus Sarinovics, Benedictus Bosnyák, Michael Oldinacz, Marcus Sokacz, Georgiusz Zágorecz, Petrus Filak, Joannes Svokovics.
Magukkal hozott szokásaikat, népművészetüket és kultúrájukat, a magyarországi horvát nemzetiségen belül talán a legtovább őrizték meg. Ebben szerepet játszott a település földrajzi adottságaiból eredő elzártságuk is.
Fényes Elek szerint „Kassád, horvát falu, Baranya vmegyében, a dárdai uradalomban, 700 kath.[katolikus] lak.[lakja], lapályos termékeny határral. Ut.[utolsó] p.[posta] Siklós.”.
A horvátországi háború idején menekültek érkeztek a faluba Petárdáról és Torjáncból. 2022-ben a falu polgármestere, Gavallér Istvánné mesélte el az újságírónak, hogy a falubeliek többeket elszállásoltak, azonban mindenki félt, hogy a szerbek átjönnek, és megtámadják a faluban bujkálókat. Többször átlőttek a határon, de nagyobb atrocitás nem történt.

## Közélete

### Polgármesterei
- 1990–1994: Trubics János (SZDSZ)[6]
- 1994–1998: Trubics János (független)[7]
- 1998–2002: Orsokics István (független)[8]
- 2002–2006: Orsokics István (független)[9]
- 2006–2010: Orsokics István (független)[10]
- 2010–2014: Bosnyák Zoltán Lyubinkó (Fidesz-KDNP)[11]
- 2014–2019: Bosnyák Zoltán Lyubinkó (Fidesz-KDNP)[12]
- 2019–2024: Gavallér Istvánné (független)[13]
- 2024– : Gavallér Istvánné (független)[1]

## Népesség
A település népességének változása:
| Lakosok száma | 281  | 273  | 285  | 264  | 260  | 278  | 277  | 279  |
|               | 2013 | 2014 | 2015 | 2019 | 2021 | 2022 | 2023 | 2024 |

A helység lakóinak nemzetiségi kötődése 2001-ben: magyar 62,3%, cigány 1,1%, horvát 33,7%, ismeretlen, nem válaszolt 3,4%.  
A helység lakóinak vallási összetétele 2001-ben: római katolikus 84,4%, református 4,2%, nem tartozik egyházhoz, felekezethez 5,0%, ismeretlen, nem válaszolt 5,3%.
A 2011-es népszámlálás során a lakosok 60,4%-a magyarnak, 44,2% horvátnak mondta magát (5% nem nyilatkozott; a kettős identitások miatt a végösszeg nagyobb lehet 100%-nál). A vallási megoszlás a következő volt: római katolikus 78,8%, református 6,5%, evangélikus 0,7%, felekezeten kívüli 7,2%, nem nyilatkozott 6,8%.
2022-ben a lakosság 91,7%-a vallotta magát magyarnak, 33,1% horvátnak, 2,2% cigánynak, 1,1% németnek, 0,4% görögnek, 1,4% egyéb, nem hazai nemzetiségűnek (8,3% nem nyilatkozott; a kettős identitások miatt a végösszeg nagyobb lehet 100%-nál). Vallásuk szerint 63,7% volt római katolikus, 4% református, 1,1% egyéb keresztény, 7,2% felekezeten kívüli (24,1% nem válaszolt).

## Nevezetességei

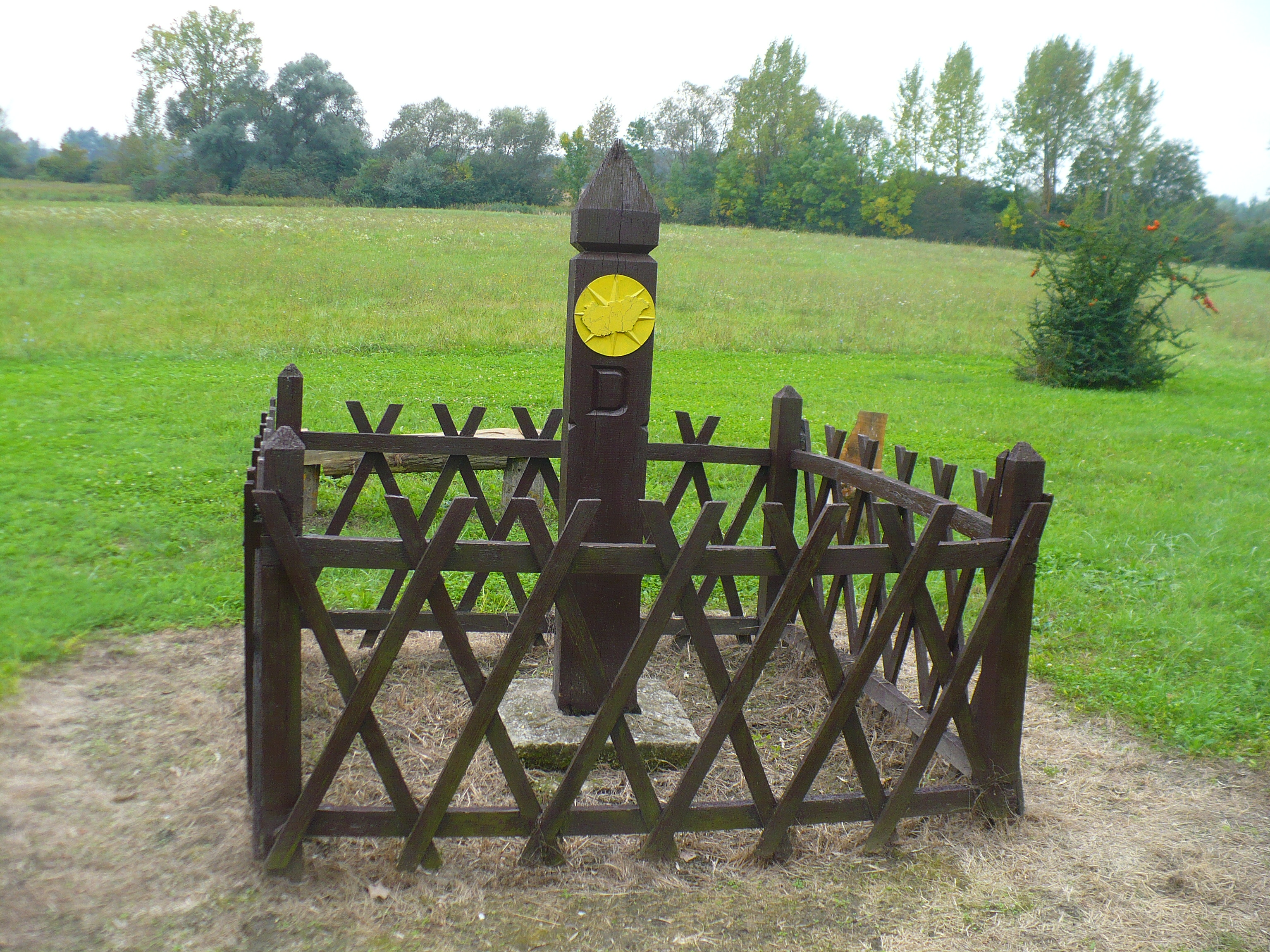
A közúton elérhető Magyarország legdélebbi pontját jelölő kopjafa Kásád határában. A tényleges legdélebbi pont e kopjafától még délebbre található

1984-ben a falu megvásárolt egy 19. század elején épült házat és portáját, és tájházat alakított ki.